# Michael Wadding
Pour les articles homonymes, voir Wadding.
Michael Wadding (Waterford (Irlande), 1591 – Mexico, décembre 1644), également connu sous le nom de Miguel Godinez, est un prêtre jésuite irlandais missionnaire en Nouvelle-Espagne, confesseur et écrivain mystique.

## Sa vie
Michael Wadding était le fils de Marie Walsh et de Thomas Wadding, maire de Waterford. Trois de ses frères furent également jésuites comme lui à savoir Peter Wadding, Thomas Wadding (alias Guadin, 1594-1615) et Luc Wadding (1593-1651). Deux de ses cousins entrèrent en religion, Ambroise Wadding (1583-1619) jésuite et Luc de Wadding qui se fera franciscain. Le catholicisme étant persécuté il doit quitter son île pour se faire prêtre. Il se rend en Espagne et intègre le séminaire irlandais de Salamanque, où il prend le nom de Miguel Godinez. Le 15 avril 1609 il entre dans la Compagnie de Jésus. Après deux ans de noviciat, sa formation de base comme jésuite accomplie puis son ordination, il demande à être envoyé en mission. Il est choisi pour la mission en Nouvelle-Espagne.
Arrivé au Mexique en 1620 il est affecté à la mission de Sinaloa. Il œuvre à l'évangélisation du peuple maya et des Tepehuanes. Il est au contact avec les Comicaris et réussit à évangéliser les Basiroas. À plusieurs reprises il est nommé dans divers collèges jésuites du Mexique dont celui de San Ildefonso ou au Colegio Máximo. En 1642, l'Inquisition espagnole au Mexique fait appel à lui comme conseiller. Il exerce aussi la fonction de confesseur dans différents monastères féminins. Il fut en particulier confesseur de deux religieuses de Puebla de los Ángeles, ayant la réputation de mystique, Isabel de la Encarnación une religieuse carmélite, et María de Jesús Tomelín, religieuse conceptionniste du monastère de l'Immaculée Conception.

## Écrivain mystique
Practica de la teología mistica, fruit de sa propre expérience mystique plutôt que d'études, est publiée près de 40 ans après sa mort (1681) sous le nom de Miguel Godinez est son œuvre la plus connue. Elle connaîtra une dizaine de rééditions.